# Tropheops
Tropheops ist eine Gattung afrikanischer Buntbarsche (Cichlidae). Alle Arten der Gattung leben endemisch im Malawisee in Ostafrika und gehören zu den an das Biotop der Felsküsten gebundenen Mbuna. 

## Merkmale
Tropheops-Arten werden 6,5 bis 14 cm lang und ähneln im Allgemeinen der eng verwandten Gattung Pseudotropheus, als deren Untergattung Tropheops früher angenommen wurde. Von Pseudotropheus unterscheiden sie sich jedoch durch ihre steiler ansteigende Stirnlinie und einer besonderen Fresstechnik bei der Aufwuchs mit einer nach oben und zur Seite gerichteten Kopfbewegung abgerissen wird.
Alle Tropheops-Arten sind ovophile Maulbrüter.

## Arten
Zur Gattung Tropheops gehören elf beschriebene und wahrscheinlich noch zahlreiche bisher unbeschriebene Arten, die sich morphologisch kaum unterscheiden und nur anhand der Färbung abgegrenzt werden können. Da an einigen Stellen aber bis zu fünf Tropheops-Formen sympatrisch vorkommen, kann man davon ausgehen, dass es sich um Arten und nicht nur um Farbformen einer Art handelt.

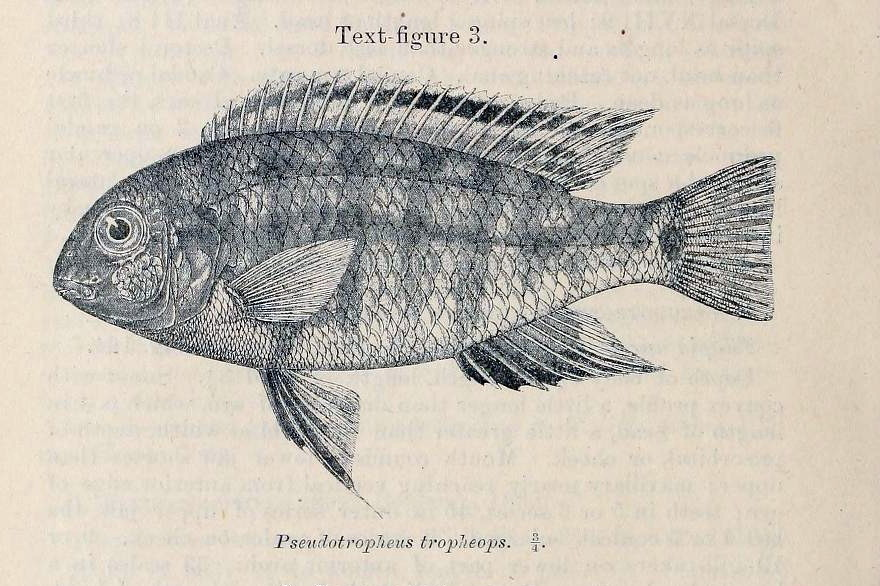
Tropheops tropheops, die Typusart

- Tropheops biriwira Li, Konings & Stauffer, 2016
- Tropheops gracilior (Trewavas, 1935)
- Tropheops kamtambo Li et al., 2016
- Tropheops kumwera Li et al., 2016
- Tropheops lucerna (Trewavas, 1935)
- Tropheops macrophthalmus (Ahl, 1926)
- Tropheops microstoma (Trewavas, 1935)
- Tropheops modestus (Johnson, 1974)
- Tropheops novemfasciatus (Regan, 1922)
- Tropheops romandi (Colombé, 1979)
- Tropheops tropheops (Regan, 1922)